# Christophe Bastin
Christophe A.Ch. Bastin, né le 29 décembre 1968 à Dinant est un homme politique belge wallon, membre des Engagés. 
Il est agent bancaire.

## Carrière politique
- 1994-     : Conseiller communal d'Onhaye;
  - 1995-2006 : Echevin d'Onhaye
  - 2007-aujourd'hui     : Bourgmestre d'Onhaye
- Député fédéral[1]:
  - depuis le 6 juillet 2010 au 25 mai 2014 en remplacement de Maxime Prévot, député wallon.
- Sénateur coopté[2] :
  - de 2014 à 2024
- Député wallon et de la Communauté française
  - de 2019 à 2024